# Dai Fujikura
Dai Fujikura (藤倉 大, Fujikura Dai, né le 27 avril 1977 à Osaka) est un compositeur japonais de musique contemporaine.

## Biographie
Dai Fujikura est né en 1977 à Osaka au Japon. Il s'installe à Londres à l'âge de 15 ans en tant qu'étudiant en musique au Dover College (en) afin de terminer ses études secondaires. Son ambition initiale est de composer de la musique pour le cinéma. L'étude de la musique de Pierre Boulez, György Ligeti et Toru Takemitsu au Trinity College of Music provoque un changement de perspective : Dai devient compositeur contemporain en herbe, dont la connaissance approfondie du cinéma donne une voix individuelle et innovante à sa musique. À la fin de sa deuxième année, il a déjà remporté le concours international de compositeurs Serocki. Avant qu'il soit diplômé, la musique de Dai a été diffusée sur de nombreuses radios européennes, remporté plusieurs autres prix et été jouée par nombre d'ensembles et d'illustres solistes dont Orkest de Volharding, le London Sinfonietta.
Malgré ce début fortuit et la force des premières œuvres comme Frozen Heat, Cari4nics et Eternal Escape, le jeune homme veut développer sa technique. Une visite à Darmstadt, où il entend pour la première fois de la musique japonaise traditionnelle et une maîtrise avec Edwin Roxburgh au Royal College of Music, aident Fujikura à embrasser ce patrimoine musical, à composer des œuvres comme Okeanos Breeze pour une combinaison d'instruments occidentaux et japonais. Tandis qu'il est au Royal College of Music, il est parrainé par Péter Eötvös et compose Fifth Station pour le London Sinfonietta.
Cette période représente une étape importante dans le développement de la musique de Fujikura. Il expérimente la séparation spatiale, technique où il brise le siège traditionnel de l'orchestre, parfois en plaçant les musiciens autour de la salle pour obtenir un effet à la fois sonore et dramatique. La première œuvre orchestrale utilisant cette technique s'appelle Tombouctou (2e prix de composition Takemitsu, 2003) et a été jouée par l'Orchestre philharmonique de Tokyo et l'Orchestre symphonique de la BBC. Il commence également à expérimenter la vidéo, écrit Teki moromoro pour piano solo et film. Il poursuit ses recherches sur la séparation spatiale et les structures musicales cinématographiques au King's College de Londres auprès de George Benjamin, ce qui le mène à un PhD.
Un concert portrait par l'Orchestre Philharmonia (partie de la série « musique d'aujourd'hui » avec Martyn Brabbins), et aussi un autre à Suntory Hall en Octobre 2012, des rétrospectives à New York et Chicago, une collaboration avec le Modern Ensemble, le Klangforum Wien et une commande importante ultérieure pour Vast Ocean aux « Donaueschingen Music Days » avec Péter Eötvös font connaître Dai Fujikura comme une nouvelle voix majeure de l'avant-garde européenne.
Pierre Boulez, avec qui il a d'abord travaillé en écrivant Stream State pour orchestre (première au festival de Lucerne et cinq autres représentations dans la seule année 2006) est un grand défenseur de son travail : Dai Fujikura est une des deux seules personnes auxquelles il a été demandé d'écrire une pièce pour les célébrations officielles du 80e anniversaire de Pierre Boulez à la cité de la musique (code 80). Les commandes ultérieures comprennent deux pièces pour l'Ensemble intercontemporain, (l'une célébrant le 30e anniversaire de l'ensemble), une nouvelle œuvre pour douze percussionnistes pour le Festival de Lucerne 2006, une grande œuvre pour orchestre et électronique commandée par l'IRCAM et l'Orchestre Philharmonique de Radio France et un concerto pour piano pour Noriko Ogawa et l'Orchestre Philharmonia.

## Compositions
2014
- Cosmic Maps (2014) pour 2 pianos
- Engraving (2014) pour alto
- Infinite string (2014) pour ensemble à cordes
- Neo (2014) for shamisen
- Uto (2014) pour 4 percussions

2013
- Solaris (2013-14) opéra sur un livret de Saburo Teshigawara, basé sur le roman "Solaris" de Stanislas Lem.
- Being as one (2013) pour soprano, clarinette basse et violoncelle
- Kusmetche (2013) pour violon
- Line by line (2013) pour violon
- Papaver (2013) pour chœur mixe
- Rare Gravity (2013) pour orchestre
- Repetition / recollection (2013) pour marimba
- Silence seeking solace (2013) pour soprano, 2 violons, alto et violoncelle
- Sparking Orbit (2013) pour guitare électrique et électronique
- Wind Skein (2013) pour hautbois, clarinette, saxophone alto, clarinette basse et basson
- Wondrous steps (2013) pour flûte, hautbois, clarinette, basson, violon et violoncelle

2012
- Concerto pour basson et orchestre (2012)
- Diamond Dust (2012), concerto pour piano et orchestre n°2
- I dreamed on singing flowers (2012) pour électronique
- My butterflies (2012) pour orchestre à vents
- My letter to the world (2012) pour baryton et piano sur des textes d'Emily Dickinson et William Blake
- Poyopoyo (2012) pour cor
- The Spirit of Beings (2012) pour violoncelle et électronique
- Three Miniatures (2012) pour 2 pianos

2011
- Calling (2011) pour basson
- Flicker (2011) pour violoncelle et piano
- Grasping (2011) pour cordes
- Halcyon (2011) pour clarinette, violon, alto, violoncelle
- Mina (2011/2012) pour cinq solistes (flûte, hautbois, clarinette, basson et percussion) et orchestre
- Samarasa (2011) version pour alto
- Scion Stems (2011) pour violon, alto, violoncelle
- Sparks (2011) pour guitare

2010
- Away we play (2010) pour 2 sopranos et alto sur un texte de Harry Ross
- Breathing Tides (2010) pour hautbois et shō (cyle Okeanos)
- Dolphins (2010) pour 2 altos ou 2 violons ou 2 violoncelles
- Double Bass Concerto (2010) pour contrebasse et ensemble
- Flare, quatuor à cordes n°2 (2010)
- Fluid Calligraphy (2010) pour violon et vidéo de Tomoya Yamaguchi
- Glacier (2010) pour flûte basse
- Lake side (2010) pour 3 voix de femme
- Milliampere (2010) pour toy piano
- Recorder Concerto (2010) pour flûte à bec et ensemble
- Sakana, version pour clarinette
- Samarasa (2010) pour violon
- Tocar y Luchar (2010) pour orchestre

2009
- Atom (2009) pour orchestre
- Ice (2009/2010) pour ensemble
- Inkling (2009) pour trompette
- Joule (2009/2010) pour piano
- K’s Ocean (2009/2010) pour trombone et électronique
- Love excerpt (2009) pour voix de femme et piano sur un texte de Harry Ross
- Mirrors (2009) pour six violoncelles, (2012) pour douze violoncelles
- Phantom Splinter (2009) pour trio de bois et électronique
- Prism spectra (2009) pour alto et électronique
- es (2009) pour contrebasse

2008
- Alone speak (2008), pour guitare électrique
- Ampere (2008), concerto pour piano et orchestre n°1
- Lake Side (2008) pour soprano et mezzo-soprano
- Scarlet Ibis (2008) pour contrebasse
- Secret forest (2008) pour ensemble

2007
- ...as I am... (2007) pour mezzo-soprano et orchestre
- Accompanying Franz (2007) pour mezzo-soprano, d'après les Lieder de Franz Schubert Lindenbaum et Ständchen
- Flux (2007) pour alto
- Moment (2007) pour violoncelle solo
- Sakana (2007) pour saxophone ténor
- Swarming essence (2007) pour orchestre
- The Voice (2007) pour basson et violoncelle
- Time unlocked (2007) pour hautbois, clarinette, basson, piano, violon, alto

2006
- Banitza Groove! (2006, re-composed 2007) pour cordes
- Crushing Twister (2006) pour orchestre
- Cutting Sky (2006) pour alto pizzicato et koto (cyle Okeanos)
- Deconstructing Franz (2006) pour quatuor à cordes, d'après La jeune fille et la mort de Franz Schubert
- Phantom Pulse (2006) pour douze percussions
- Returning (2006) pour piano solo
- Rubi(co)n (2006), 100 notes pour clarinette solo ou clarinette basse solo
- Swarming essence (2006) pour orchestre et électronique
- Wave embraced (2006) pour cor et ensemble

2005
- Another Place quatuor à cordes n°1 (2005) pour quatuor à cordes
- Be II (2005) pour quatuor de percussions
- But, I fly (2005) pour 12 voix sur un texte de Harry Ross
- Code 80 (2005) pour ensemble
- K's Ocean (2005/09) pour trombone et électronique
- Stream State (2005) pour orchestre
- Vast Ocean (2005) pour orchestre

2004
- Abandoned time (2004, révisé 2006) pour guitare rock et ensemble
- Be (2004) pour percussion seule
- Beneath the Shadow (2004) pour saxophone ténor, ensemble et bande
- Breathless (2004) pour piano jouet et violon pizzicato
- Fifth Station (2004, révisé 2008) pour ensemble
- Locked Voices (2004) pour 2 harpes
- Touch of Breeze (2004) pour alto, clarinette et shō (cycle Okeanos)
- Vanishing Point (2004, rev. 2006) pour ensemble

2003
- Calling Timbuktu (2003) pour orchestre
- Moromoro (2003) pour piano, bande et vidéo de Tomoya Yamaguchi
- Perla (2003) pour flûte à bec basse solo
- Poison Mushroom (2003) pour flûte et bande électronique
- Scorching Touch (2003) pour percussion solo
- Subtle falling (2003) pour orchestre
- Teki (2003) pour piano et vidéo de Tomoya Yamaguchi

2002
- Half-remembered city (2002) pour piano à quatre mains
- Reach out(2002) pour quatuor de saxophones
- Silver Kisses(2002) pour flûte et voix
- Sleeping Ashes(2002) pour piano solo

2001
- ...only... (2001) pour harpe seule
- Blue Sky Falling (2001) pour ensemble et électronique live
- Broken Shackle (2001) pour clarinette basse et accordéon
- Echo within (2001) pour piano solo
- Eternal Escape (2001 rev. 2006) pour violoncelle solo
- Okeanos Breeze (2001) pour ensemble (cycle Okeanos)
- Run, Joanna run (2001) pour piano solo
- Secret Breath (2001) pour violoncelle solo
- Unaccountable Espressivo (2001) pour violon, violoncelle et piano
- Vanished Whisper (2001) pour clarinette basse et orgue

2000
- Clari4nics pour quatuor de clarinettes
- Distorting rage pour violoncelle et piano
- Hibiki in the line pour clarinette solo
- Lost Shadows pour piano solo
- Subito Disperato étude pour piano n° 3
- This could be beautiful?, opéra de chambre en un acte

1999
- Children pour soprano et orchestre
- Ophelia pour flûte alto solo

1998
- Frozen Heat (1998), étude pour piano n° 1
- Deepened Arc (1998), étude pour piano n° 2
- Frozen Heat (1998) pour treize musiciens
- Still sweet (1998) pour mezzo-soprano, alto et flûte alto

## Prix et récompenses
- 1998 : 1er prix du concours international des compositeurs de Serocki
- 1998 : Prix des jeunes compositeurs du festival de musique contemporaine de Huddersfield
- 2003 : 2e prix de composition Tōru Takemitsu
- 2004 : Prix de composition du Royal Philharmonic
- 2005 : Prix de composition Internationaler Wiener (prix de composition Claudio Abbado)
- 2007 : Prix Hindemith

## Performances
- Février 2004 Fifth Station, en première par le London Sinfonietta, dirigé par Martyn Brabbins
- Octobre 2005, Eötvös dirige la première mondiale de Vast Ocean pour trombone, orchestre et électronique en direct.
- Septembre 2005, Pierre Boulez dirige la première mondiale de Stream State pour orchestre, commandée par l'académie du festival de Lucerne.
- Août 2006, début promotionnel de Crushing Twister à la BBC.
- 2006, série Music now de l'Orchestre symphonique de Chicago.
- Commandes et performances de l'Ensemble Modern, Asko Ensemble et Nieuw Ensemble, Hochschule für Musik Hanns Eisler, Klangforum Wien, OKEANOS, the BBC Symphony Orchestra, camerata Peter Manning (en), Festival dei due mondi, Ensemble intercontemporain, International Contemporary Ensemble, BIT20 Ensemble (en), Vienna Radio Orchestra, Nouvel orchestre philharmonique du Japon, Orchestre symphonique de Melbourne et l'orchestre philharmonique de Tokyo.

## Discographie
- Dai Fujikura, Ice (Kairos, 2013, 0013302KAI) comprend : Sparks (2011), Ice (2009-10), Phantom Splinter (2009), Abandoned Time (2004-06, I dreamed on singing flowers (2012) et Sparking Orbit (2013); interprétés par les solistes de l'International Contemporary Ensemble, Daniel Lippel (guitare), direction : Jayce Ogren / Matthew Ward.